# S-68

Logo du S-68

S-68 est un club de football et de handball groenlandais basé à Sisimiut et fondé en 1968.

## Palmarès

### Football
- Championnat :
  - Néant
- Championnat féminin :
  - 1992
  - troisième : 1991, 1996, 2000

### Handball
- Championnat :
  - 1975, 1981, 1982, 1983